# Адрієн Франсуа Серве
Адрієн Франсуа Серве́ (нід. Adrien François Servais; нар. 6 червня 1807, Галле — 26 листопада 1866, Галле) — бельгійський віолончеліст і композитор.

## Біографія
Народився 6 червня 1807 року в місті Галле (Бельгія) в сім'ї церковного музиканта. Гастролював у багатьох країнах Європи, у тому числі не раз у Росії (з 1839 року; виступав і в Києві). З 1848 року — професор Брюссельської консерваторії (серед учнів Жюль де Сверт та інші).
Помер в Галле 26 листопада 1866 року.

## Творчість
Автор 3-х концертів, 16 фантазій (серед них — і на російські теми) для віолончелі з оркестром, музичної п'єси «Спогади про Київ» та інше. Його мистецтво високо цінував Тарас Шевченко.